# ジョージア・エレンウッド
ジョージア・ロレイン・エレンウッド（Georgia Lorraine Ellenwood、1995年8月5日 - ）は、混成競技で活躍するカナダのアスリート。

## キャリア
高校の頃から陸上競技に力を入れるようになり、2013年にラングレー・セカンダリー高校を卒業。ウィスコンシン大学マディソン校に全額支給奨学金で入学した。
2016年のインドア世界選手権にカナダ代表として出場し9位入賞した。自己ベストとウィスコンシン・バジャーズの学校記録を樹立し、8度のNCAAディビジョンIオールアメリカンと、2018年のビッグ・テン・カンファレンスのフィールドアスリート・オブ・ザ・イヤーを受賞している。大学を卒業した翌年にアンダーアーマーと契約しプロに転向した。
2021年7月、新型コロナウイルスのため1年延期された2020年東京オリンピックの陸上女子七種競技カナダ代表に選ばれた。

## 私生活
七種競技は陸上競技で最もハードとも言われため、別名「鉄の美女」とも呼ばれている。
モデル顔負けの美貌とプロポーションがSNS上で話題となり、インスタグラムのフォロワーは75万人を超える。
地元ブリティッシュコロンビア州のCKWX NEWS 1130によって、エレンウッドの旅が紹介された。
天真爛漫な性格で女性からの支持も厚い。

## 競技記録
| 年                     | 大会                                                                    | 会場                           | 結果       | 種目              | 補足       |
| カナダ代表             | カナダ代表                                                              | カナダ代表                     | カナダ代表 | カナダ代表        | カナダ代表 |
| ---------------------- | ----------------------------------------------------------------------- | ------------------------------ | ---------- | ----------------- | ---------- |
| 2011                   | 世界ユース陸上競技選手権大会                                            | フランス・リール               | 12位       | 七種競技 (ユース) | 4952 pts   |
| 2012                   | 世界ジュニア陸上競技選手権大会                                          | スペイン・バルセロナ           | 18位       | 七種競技          | 5262 pts   |
| 2013                   | Pan American Junior Championships                                       | コロンビア・メデジン           | 3位        | 七種競技          | 5493 pts   |
| 2014                   | 世界ジュニア陸上競技選手権大会                                          | アメリカ・ユージーン           | 7位        | 七種競技          | 5594 pts   |
| 2015                   | 2015年夏季ユニバーシアードにおける陸上競技                              | 大韓民国・光州広域市           | 5位        | 七種競技          | 5665 pts   |
| 2016                   | World Indoor Championships                                              | アメリカ・ポートランド         | 9位        | 五種競技          | 4324 pts   |
| 2016                   | Pan American Combined Events Cup                                        | カナダ・オタワ                 | 4位        | 七種競技          | 5814 pts   |
| 2016                   | NACAC U23 Championships                                                 | エルサルバドル・サンサルバドル | 3位        | 走高跳            | 1.78 m     |
| 2016                   | NACAC U23 Championships                                                 | エルサルバドル・サンサルバドル | 5位        | 走幅跳            | 5.79 m     |
| 2018                   | Pan American Combined Events Cup Canadian Track and Field Championships | カナダ・オタワ                 | 1位        | 七種競技          | 6026 pts   |
| ウィスコンシン大学代表 |                                                                         |                                |            |                   |            |
| 2016                   | NCAA Division I Outdoor Track and Field Championships                   | アメリカ・ユージーン           | 5位        | 七種競技          | 5935 pts   |
| 2017                   | NCAA Division I Indoor Track and Field Championships                    | アメリカ・カレッジステーション | 7位        | 五種競技          | 4162 pts   |
| 2018                   | NCAA Division I Indoor Track and Field Championships                    | カレッジステーション           | 3位        | 五種競技          | 4381 pts   |
| 2018                   | NCAA Division I Outdoor Track and Field Championships                   | アメリカ・ユージーン           | 1位        | 七種競技          | 6146 pts   |

## 自己ベスト
| 屋外 - 200メートル競走 – 24.28 (+0.9 m/s, Ottawa 2018) - 800メートル競走 – 2:11.45 (Ratingen 2021) - 100メートルハードル – 13.40 (Ratingen 2021) - 走高跳 – 1.81 (Eugene 2018) - 走幅跳 – 6.26 (?) - 砲丸投 – 12.69 (Bloomington 2018) - やり投 – 48.57 (Ratingen 2021) - 七種競技 – 6314 (Ratingen 2021) | 屋内 - 800メートル競走 – 2:14.28 (College Station 2018) - 60メートルハードル – 8.52 (New York 2018) - 走高跳 – 1.82 (Geneva, OH 2016) - 走幅跳 – 6.08 (Birmingham 2016) - 砲丸投 – 12.95 (Madison 2018) - 五種競技 – 4390 (Birmingham 2016) |